# DRG Clase 81
Las locomotoras del DRG Class 81 alemanas (Einheitsdampflokomotiven) fueron estandarizadas como locomotoras con depósito de carga con Deutsche Reichsbahn (DRG).
En 1928, la empresa Hanomag entregó diez ejemplares que coincidían en muchos detalles con las locomotoras de la Clase 80. Todos los ejes estaban fijados rígidamente al bastidor, pero el central tenía unas pestañas de rueda más finas. A diferencia de los Clase 80, los motores Clase 81 tenían una zona de calentamiento más grande y transportaban más carbón y agua. La entrega de 60 vehículos más fue cancelada en 1940 debido a la Segunda Guerra Mundial. Las locomotoras se utilizaron principalmente para transportar cargas pesadas. Tras su recogida, las diez locomotoras fueron asignadas a los depósitos responsables (Bahnbetriebswerken o Bw) de Goslar (81 001–005) y Oldenburg (81 006–010). En 1945, todas las locomotoras estaban en la zona de Oldenburg y pasaron a manos de los ff. cc. alemanes Deutsche Bundesbahn. El último motor quedó fuera de servicio en octubre de 1963. La número 81 005 seguía trabajando como locomotora industrial en AW Nied después de su retirada de DB.

## Locomotoras conservadas
El número 81 004 es la única de este tipo que se conserva. Después de pasar por varios propietarios y ubicaciones, ha encontrado un hogar en la sociedad Hessencourrier, que pretende restaurarla.